# Oscar Comazzi
Oscar Comazzi (15 marzo 1910 – Novara, 23 ottobre 1982) è stato un imprenditore italiano, annoverato tra i pionieri italiani del settore delle prove materiali.

## Biografia

### Infanzia e formazione
Proveniva da una famiglia di modestissima estrazione e nel 1931 si diplomò perito meccanico all'Istituto Tecnico Omar di Novara.

### Attività lavorativa
Le prime esperienze lavorative presso la Scotti & Brioschi e Geo Borrini lo portarono in pochi anni da semplice garzone artigiano a direttore d'azienda, a soli 24 anni. Nei primi anni approfondì autonomamente la conoscenza dell'industria meccanica. Enrico Gatti, a quel tempo preside dell'istituto Omar, ricorda come Comazzi dimostrasse acume ed inventiva nel campo della meccanica, al punto da presentare un progetto relativo alle prove materiali allo stesso Gatti, il quale bonariamente lo liquidò, ritenendo senza speranza una tale intraprendenza nel campo di cui i tedeschi erano i dominatori incontrastati a livello mondiale.

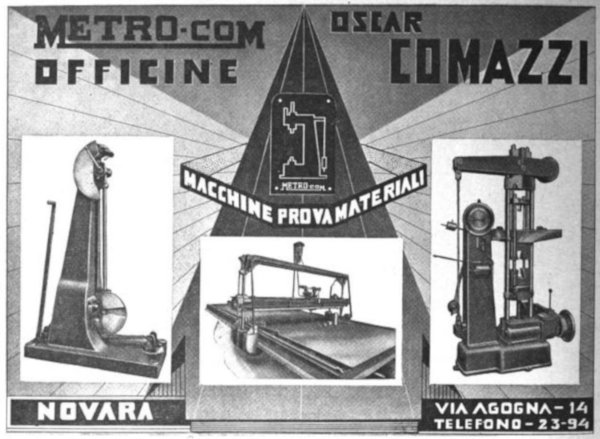
Riquadro pubblicitario della Metro-Com sulla rivista L'ingegnere, dicembre 1942

Comazzi tuttavia non si scoraggiò e fece tesoro dell'esperienza accumulata, fondando nel 1935 l'azienda meccanica Metro-Com, specializzata appunto nel settore delle macchine per le prove dei materiali (trazione, compressione e flessione). L'attività fu avviata con un capitale iniziale assai modesto e organizzata su base artigianale, condotta da principio assieme ad alcuni soci, tra cui Ettore Piacentini. Tuttavia in breve tempo i soci abbandonarono l'impresa, lasciando Comazzi unico titolare. L'anno seguente sorse la relativa officina in borgo San Martino, dapprima situata sul corso Torino e in seguito trasferita in via Agogna (dopo il 1947). Proprio presso l'officina di via Agogna, in un appartamento al primo piano del medesimo edificio, viveva con la moglie e i due figli. Prima dell'8 settembre 1943 l'azienda giunse a impiegare fino a una sessantina di operai, ma dopo tale data dovette interrompere o ridurre gran parte delle attività a causa dell'ostracismo perpetrato dall'amministrazione cittadina, legata alla presenza degli invasori tedeschi, ai quali Comazzi non si piegò mai a prestare i propri servigi. Le attività ripresero a pieno regime solo nel 1948, quando la difficile situazione del dopoguerra era ormai superata. Nel maggio del 1956 l'azienda contava una trentina di operai, la cui notevole preparazione tecnica fu un elemento chiave del successo, giungendo ad esportare i prodotti in tutto il mondo (es. Nuova Zelanda, Venezuela, Hong Kong e Spagna).
Nel panorama italiano, Comazzi può essere considerato un pioniere del settore delle prove materiali, dato che nel 1958 si contavano ancora poche aziende produttrici di questi macchinari in Italia. Nonostante la concorrenza delle aziende tedesche e svizzere fosse fortissima nel settore, come aveva obiettato Enrico Gatti, l'azienda riuscì a imporsi, anche sul mercato internazionale, guadagnandosi la stima degli stessi concorrenti. Sono inoltre noti interventi nelle fiere del settore per la presentazione dei nuovi prodotti, la registrazione di brevetti per l'ideazione di macchinari per le prove materiali e l'impiego di tali macchinari nei laboratori di ricerca di importanti ditte e università italiane. A titolo di esempio dell'utilizzo in ambito formativo, si cita il laboratorio tecnologico del Centro Interaziendale per l'Addestramento Professionale nell'Industria (C.I.A.P.I.) di Bari, fondato nel 1964, presso il quale gli studenti di ingegneria meccanica potevano utilizzare gli strumenti Metro-Com per effettuare vari tipi di controlli sui materiali, sia distruttivi (mediante il Pendolo di Charpy, i durometri per misurazioni secondo le scale Rockwell, Brinell e Vickers e la pressa per provini metallografici) sia non distruttivi (mediante macchine a raggi X, ultrasuoni e lampade di Wood).

### Impegno pubblico
A partire dagli anni '50 prese attivamente parte alla vita pubblica della sua città, propugnando in ogni occasione i valori degli schieramenti cattolici.
Nel 1951 fu eletto consigliere comunale, come candidato indipendente per la Democrazia Cristiana nel collegio cittadino di San Martino, poi riconfermato nel 1956. Nel 1955 entrò nel comitato direttivo dell'Ente comunale di assistenza (ECA) di Novara. Nello stesso anno fu tra i soci fondatori della sezione novarese dell'Unione Cristiana Imprenditori Dirigenti (UCID), di cui fu nominato segretario nel 1961 e nel 1967. Nel 1964 si candidò anche al Consiglio provinciale, sempre sotto la bandiera della Democrazia Cristiana per il collegio cittadino di San Martino.
Forte fu la partecipazione anche in organizzazioni più strettamente religiose, quali l'Azione Cattolica e le scuole San Vincenzo. Si impegnò anche come presidente degli oratori del borgo San Martino e come economo dell'asilo Mater Gratiae.
Anche istituzioni scolastiche lo contarono nel proprio direttivo, quali l'Istituto Tecnico Industriale Omar e l'Istituto Bellini.
Si dedicò a opere a sfondo benefico, all'organizzazione di eventi a favore dei meno abbienti e ad attività a favore delle residenze per anziani quali la casa del Divin Redentore, la Casa della solidarietà Regina Pacis e l'Istituto De Pagave. La Pia Casa della Divina Provvidenza in particolare fu da lui fondata e amministrata.
Ricordiamo infine la partecipazione alla vita sportiva del quartiere San Martino, come allenatore dei giovani calciatori presso l'oratorio, come dirigente della squadra "U.S. Victoria", come fondatore e presidente onorario della "U.S. Sanmartinese".

### Morte
Morì improvvisamente la mattina del 23 ottobre 1982 e il funerale fu celebrato tre giorni dopo presso la chiesa parrocchiale del Borgo San Martino.

## Famiglia e azienda
Nel 1952 perse la madre, Adele Torgano, dopo mesi di sofferta malattia.

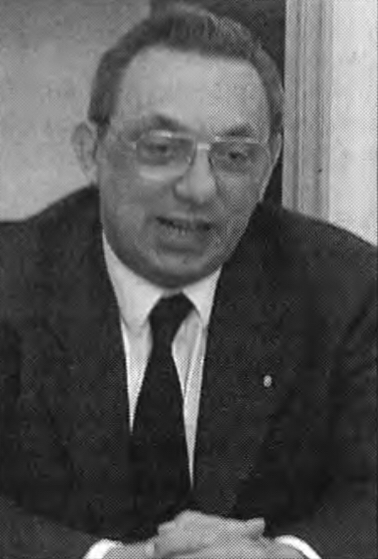
Il figlio Gianfredo, nel 2004

Era sposato con Marcellina Facchini, da cui ebbe due figli, Gianfredo e Adelrita, che gli successero alla direzione dell'azienda nei primi anni '70. Al momento della morte di Oscar, nel 1982, il figlio Gianfredo era presidente dell'Associazione degli Industriali di Novara.
Tra la fine degli anni '80 e la fine dei '90 la moglie Marcellina Facchini è stata amministratore unico dell'azienda, seguita nei primi anni 2000 dalla figlia Adelrita nel ruolo di amministratore delegato.
Anche dopo il passaggio della gestione nelle mani della famiglia del fondatore i prodotti dell'azienda hanno mantenuto una posizione di rilievo nell'ambito delle prove materiali, essendo citati in svariati convegni e pubblicazioni specialistiche, anche all'estero.

## Opere
- Giuseppe Maria Pugno, Le prove dei materiali, a cura di Officine Comazzi, Novara, Tip. San Gaudenzio, 1948[40][41]
- Giuseppe Maria Pugno, Prove di durezza, a cura di Officine Comazzi, Novara, 1950[40]

## Riconoscimenti
A tredici anni dalla scomparsa, il 9 luglio 1995 Romolo Barisonzo gli dedicò la rubrica Novaresi di ieri e di oggi su La Stampa, titolando Con ingegno e saggezza diventò imprenditore, inserendolo poi nel 1996 nel quarto volume della serie Novaresi bella gente, dove è descritto come «novarese ruspante […] saggio e sincero».
Con la delibera n. 42 del 14/2/2017, il comune di Novara gli intitolò una via in zona San Rocco, a nord-est della città, presso il nuovo parco commerciale di Veveri. Lo storico novarese Giampiero Morreale fu incaricato delle ricerche storiche sulla sua figura.